# Ареаду
Ареаду (порт. Areado) — муниципалитет в Бразилии, входит в штат Минас-Жерайс. Составная часть мезорегиона Юг и юго-запад штата Минас-Жерайс. Входит в экономико-статистический микрорегион Алфенас. Население составляет 13 271 человек на 2006 год. Занимает площадь 280,754 км². Плотность населения — 47,3 чел./км².

## История
Город основан 10 сентября 1925 года. 

## Статистика
- Валовой внутренний продукт на 2003 год составляет 51 332 647,00 реалов (данные: Бразильский институт географии и статистики).
- Валовой внутренний продукт на душу населения на 2003 год составляет 4012,56 реалов (данные: Бразильский институт географии и статистики).
- Индекс развития человеческого потенциала на 2000 год составляет 0,780 (данные: Программа развития ООН).